# Косова, Светлана Анатольевна
Светлана Анатольевна Косова (род. 11 июля 1992 года) - российская боксёрша.

## Карьера
Воспитанница ставропольского бокса. Проходила подготовку в ставропольской Детско-юношеской школе единоборств под руководством тренера Виктора Анатольевича Веселова.
Чемпионка России (2010 - до 69 кг; 2011 - до 81 кг). Серебряный (2009, 2012 - до 75 кг) и бронзовый (2008, 2013 - до 75 кг; 2015 - до 81 кг) призер чемпионатов России.
Чемпионка Европы 2011 года, бронзовый призер чемпионата мира 2012 года в категории до 81 кг.